# ويليمان
ويليمان (بالفرنسية: Willeman)‏ هي بلدية تقع في إقليم باد كاليه من منطقة نور با دو كاليه في شمال فرنسا. تبلغ مساحة هذه المدينة 10.17 (كم²)، وترتفع عن سطح البحر 47 م، يبلغ عدد سكانها 177 نسمة حسب إحصاء المعهد الوطني للإحصاء والدراسات الاقتصادية سنة 2009 م. وترأس Xavier Degrugillier البلدية خلال فترة (2001-2008).